# Arhopala aeeta
Arhopala aeeta är en fjärilsart som beskrevs av De Nicéville 1892. Arhopala aeeta ingår i släktet Arhopala och familjen juvelvingar. Inga underarter finns listade i Catalogue of Life.